# ReBoot (мультсериал)
«ReBoot» (произносится [ребу́т], дословно — Перезагрузка, Перезапуск) — первый в истории мультсериал с полностью компьютерной графикой, состоящий на данный момент из четырёх сезонов. Произведён канадской компанией «Mainframe». Анимация была создана в программе Softimage 3D, рендеринг был выполнен на графических станциях Silicon Graphics.
4 июня 2018 года вышел ремейк под названием «ReBoot: The Guardian Code».

## Концепция мира
Действие сериала происходит в цифровой реальности компьютера (системе «Мейнфрейм»), судя по всему — домашнего, поскольку на компьютере часто запускаются игры. Реальность населена множеством существ, наиболее развитыми из которых являются похожие на людей спрайты (модули). С ними сосуществуют биномы, живые цифры, личности-предметы и некоторые другие виды. Есть животные, одни из которых похожи на реальных, другие нет. Низшей формой жизни являются нули — червеподобные неразумные существа — всё что остаётся от жителей систем в случае неудачного исхода игры или иного катаклизма. Практически все процессы в компьютере — вирусы, игры и их вылеты, падение системы, подключение к интернету, действия пользователя — проецируются на мир персонажей: вирусы выглядят как инфернальные существа, игры опускаются с неба на город огромными лиловыми кубами, выход в сеть выглядит как сферический портал. Многие (но не все) персонажи имеют имена из компьютерной терминологии. Попадая в игры, персонажи перевоплощаются в игровых ботов, и поскольку пользователю чаще всего достаются положительные (относительно мира игры) персонажи, герои чаще всего выступают за зло: тюремщиков, зомби, инопланетян. Представленные в сериале игры делятся на архетипические (содержащие общие мотивы определённого жанра: гонки, спорт, война, мультяшки) и аллюзии на реально существующие игры (Castle, Carmageddon, Blood, Mortal Kombat, Pokemon). В 4 сезоне также было показано, как герои играют в игру про Остина Пауэрса, которая хотя и является указанием на реальный фильм, но реально такой игры не существует.
Концепция мира нарочито не соответствует реальному положению вещей. Так персонажи не раз говорят, что секунда для них — долгий период времени, из чего следует, что они живут в более быстром времени, чем люди, однако время между загрузками игр пользователем не является исторически большим, а в самих играх время идёт даже быстрее, что сделало бы невозможным участие в реально-временных играх живого человека. За весь сериал пользователь ни разу не запускал одну и ту же игру дважды (хотя за кадром он так делал). В системе нет антивируса, вместо него используются абстрактные антивирусные команды одноразового действия. Есть фаервол как внешний, так и инвертированный — изолирующий часть системы вместе с пленёнными вирусами. Однажды графический редактор (аллюзия на Paint и Photoshop) был использован вирусом как оружие. Борьбой с вирусами и настройкой сети занимаются жители системы, а не пользователь, хотя всё, что делают жители системы, зависит от пользователя, что может быть аллюзией на божественное вмешательство. Эти и другие нестыковки физики являются своеобразным фарсом, ставшим сюжетообразующим и стилистическим звеном сериала, создавшего свой культурный пласт в период зарождения массового интереса к компьютерам у подростков (1990-е — начало 2000-х)

## Сюжет

### 1 сезон
В первом сезоне сериала происходит знакомство зрителей с Мейнфреймом и его жителями, их образом жизни, их увлечениями и проблемами. Самый «детский» сезон мультсериала по сюжету и его подаче (набор не связанных друг с другом рассказов). Герои сталкиваются с первыми происками Мегабайта, Хексадесимал и Юзера. Здесь же впервые появляются капитан Багровый Бином со своей командой пиратов, Мышь, ТВ-Майк.
Последние две серии, объединённые общим сюжетом, показывают несколько предпосылок к третьему сезону.
«Детскость» сезона была вызвана строгой цензурой телеканала ABC, который транслировал мультсериал в США. Из-за этого только первые 4 серии создавались с заранее созданной раскадровкой, после чего авторы отказались от этой идеи.

### 2 сезон

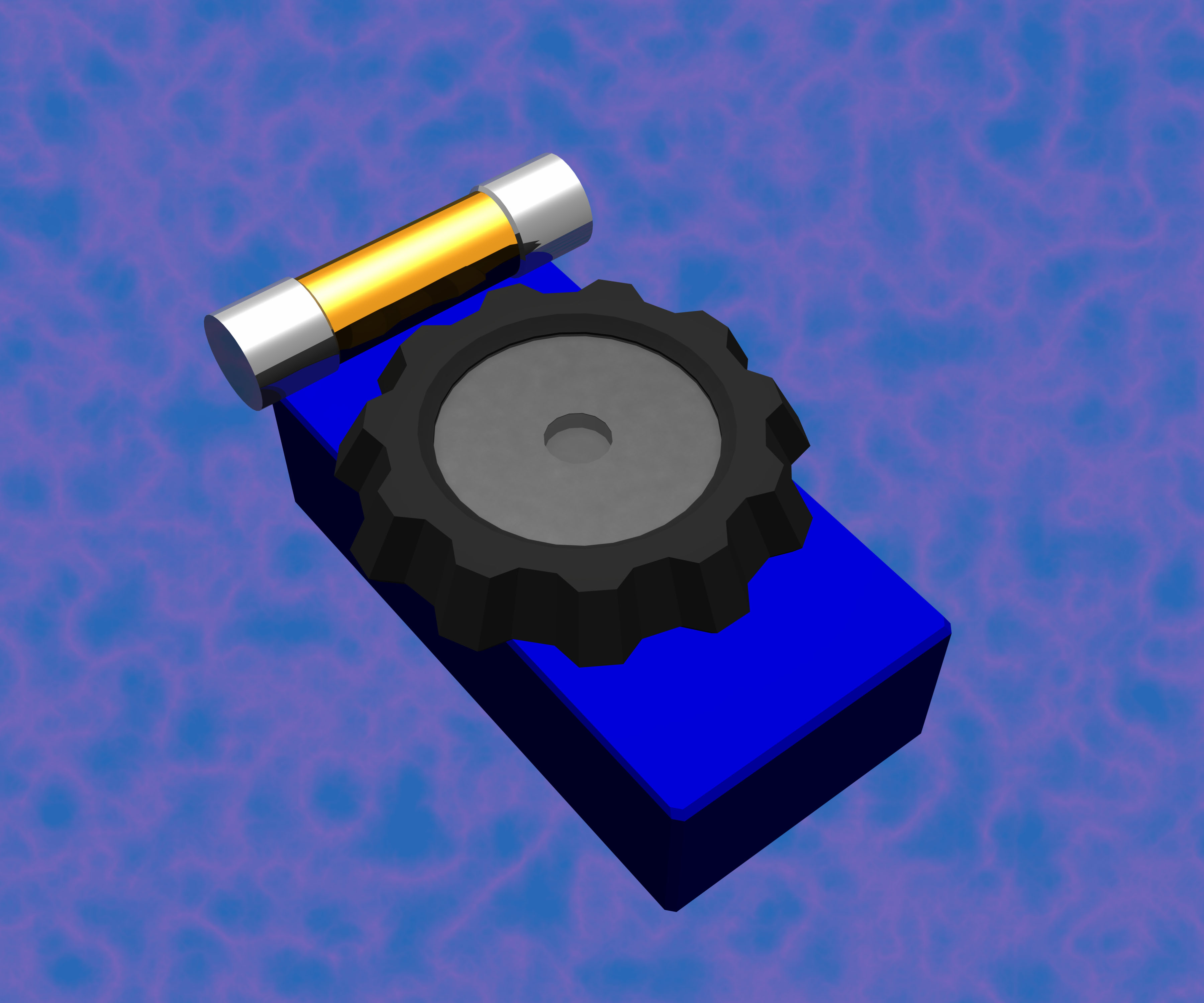
Глитч — ключевой инструмент стража Боба

В первых четырёх эпизодах сюжет подаётся в идентичном с первым сезоном формате, но с каждой серией постепенно взрослеет, становится серьёзнее. Начиная с эпизода «Раскрашенные окна», повествование обретает строгую хронологическую последовательность. Здесь впервые появляется игровой модуль Андреа, полюбившая Энзо настолько, что покинула игру вместе с ним. Между тем, у Хексадесимал по вине ТВ-Майка, приставленного Бобом забавлять её, разбивается всевидящее зеркало, из трещины которого в Мейнфрейм проникает существо класса М («спрут»), которое вселяется в Хекс и подчиняет её своей воле. Героям удаётся освободить её, но вскоре спрут вселяется в Мегабайта, который соединяется с Хекс в Гигабайта (они из одного "вирусного семейства" - иначе говоря, брат и сестра). Боб разделяет появившийся вирус на три исходные части обратно. Но вскоре спрут разрастается и начинает похищать жителей Мейнфрейма, в том числе и Дот. Объявившаяся в системе Мышь, на которую падают подозрения в этих исчезновениях, работая на стражей, сама начинает поиски, и в итоге находит Дот и других похищенных. Стражи с помощью бомбы, установленной в коммуникатор Мыши (без её ведома), решают уничтожить спрута. Но эта бомба способна нанести ущерб всей системе. Боб догадывается об этом, хватает коммуникатор-бомбу и запускает в небо. В результате взрыва над городом образуется разрыв, в который тут же устремляется спрут и, слившись с ним, создаёт портал в Паутину. Дабы победить спрута, Мейнфрейм мобилизируется и вынужденно заключает союз с Мегабайтом и Хексадесимал. В конце битвы Мегабайт, как Мышь и опасалась, вероломно предаёт героев - хватает Боба (при этом ломая его Глитч) и отправляет его в ракете-капсуле в портал спрута, в результате чего Боб оказывается в Паутине за пределами Мейнфрейма. По приказу Мегабайта его вирусная армия тут же принимается добивать остатки армии Мейнфрейма, а Дот и Мышь возвращаются в Центральную систему и извещают остальных о случившемся. Энзо, которого незадолго до битвы Боб успел произвести в стража-курсанта, закрепляет сломанный Глитч на запястье, провозглашает себя преемником Боба и новым стражем Мейнфрейма. И даёт вирусам понять, что будет бороться с ними до последнего.
Второй сезон является единственным, который завершается открытым концом, и при этом с надписью «End prog?» (Конец программы?), что было вызвано следующей причиной: телеканал ABC, который транслировал мультсериал в США, в период создания второго сезона был выкуплен компанией «The Walt Disney Company», которая приняла решение отказаться от мультсериала. Из-за этого на момент премьеры у «Mainframe Entertainment» не было никакой уверенности, что они продолжат сезон.
Сам открытый финал изначально был запланирован с целью выпустить вслед за сезоном полнометражный мультфильм «Terabyte Rising» (Восхождение Терабайта), но дальше чернового варианта сценария дело не продвинулось.

### 3 сезон
Третий сезон, в отличие от предыдущих, целиком состоит из одной непрерывной сюжетной арки и условно его можно разделить на три части.
Первая часть из четырёх эпизодов является продолжением завязки, произошедшей в последних сериях второго сезона. Дот, Мышь, Фонг и новоиспечённый страж Энзо со своими спутниками — Андреа и Фрискетом — пытаются отбить Мейнфрейм от семейки вирусов, которые, объединившись, наконец-то получили реальную возможность захватить город. Хексадесимал, по всей видимости, не преследует никаких целей, кроме удовольствия от созерцания разрушений, удалений и хаоса вокруг, как, впрочем, и обычно. Из-за собственной опрометчивости она попадает под игровой куб, где теряет практически всю свою энергию. Мегабайт извлекает выгоду из этого, подчинив её себе с помощью своих злобных учёных. А Дот с Фонгом и Мышью пытаются решить насущную проблему с вирусами. В процессе было разработано экспериментальное сдерживающее оружие — «Огненная стена». С её помощью им удаётся запереть вирусы в одном вирусном секторе, тем самым освободив остальной город от их натиска, и сосредоточиться на поисках Боба. Тем временем, Мейнфрейм охвачен хаосом. Жители убеждены, что без Боба им не одолеть вирусов, а их новый страж — всего лишь мальчишка. Масла в огонь подливает и Мегабайт, который с помощью предателя-бинома Цируса сеет апатию и недоверие к Энзо среди горожан. Между тем, Дот хоть и понимает, что городу нужен страж, но слишком заботится о младшем брате, чтобы позволить ему участвовать в играх. Тем не менее, проявляя своё природное упрямство, он умудряется выиграть несколько игр и жители Мейнфрейма начинают ему верить. Но попытка Фонга сделать из Энзо нового героя, который так нужен городу, заканчивается трагедией — Энзо, Андреа и Фрискет попадают в игру, которую оказываются не в состоянии выиграть. В попытке спасения от обнуления из-за проигрыша в игре они в последнюю минуту переключают свои символы системных модулей в символы игровых модулей, становясь частью игры, благодаря чему выживают. Но игровой куб забирает их с собой.
Действие второй части из восьми эпизодов, которую, в свою очередь, можно условно разделить на приключения в Сети и в Паутине, происходит спустя (как выясняется позже) цикл после серии «Конец игры» («Game over»),  Повзрослевшие Энзо и Андреа с Фрискетом вынуждены скитаться с помощью игровых кубов по системам в надежде, что когда-нибудь попадут в Мейнфрейм. Энзо (теперь называющий себя просто Матриксом) к тому моменту теряет всякую надежду вернуться домой и держится лишь благодаря Андреа, которая, в отличие от него, настроена более позитивно. В ходе своих приключений они находят систему, нуждающуюся в серьёзном восстановлении, уничтожают местного вируса и обучают нескольких биномов и одного модуля-мальчишку (напоминающего Матриксу самого́ себя в детстве) побеждать в играх. Позже, Матрикс, Андреа и Фрискет прибывают в систему, где мерцающие сферы-спектралы сражаются с модулями супергероев, но среди них есть кто-то, кто хочет уничтожить эту систему. Матрикс и Андреа помогают решить сферам и модулям проблемы с доверием к друг другу, в итоге они объединяются для защиты своей системы, а наши герои отправляются дальше. Чем больше они путешествуют, тем больше Матрикс теряет веру в то, что он сможет найти Боба и свой дом. Но попав в очередную игру, он оказывается поражён тем, как этот город в игре похож на его родной Мейнфрейм. Более того, здесь есть Дот, Хэк, Слэш и даже Боб. Не веря своим глазам, герои вынуждены перезагрузиться, чтобы выяснить, в чём здесь дело, но через мгновение они поражаются ещё больше. Подслушав разговор Боба и Дот с Фонгом, Матрикс и Андреа решают добраться до таинственного номера 1, который является целью этой очень странной игры. После разговора с ним он приходит в сознание, потому как до этого он оказался вырублен ударом мяча для гольфа - очередной игры, в которой они оказались. Теперь Матрикс преисполняется уверенности продолжать свои поиски.
Наконец они попадают в систему, в которой есть выход в Паутину и, соответственно, возможность добраться до Мейнфрейма. Здесь они знакомятся с поисковым ботом по имени Рэй и встречают старого друга — Конденсатора, более известного как Багровый Бином. Кстати, поначалу отношения у Энзо с Рэем были не очень дружественными, а усугубляла их дружба, завязавшаяся между Рэем и Андреа. Вместе с Конденсатором и его командой, не без помощи Рэя, герои проникают в Паутину, где сталкиваются с внушающими страх созданиями — сетевыми всадниками, и среди них находят Боба. Далее они, превозмогая многочисленные преграды, возвращаются в Мейнфрейм, вернее в то, что когда-то было Мейнфреймом, который теперь сожжён дотла.
Третья часть из оставшихся четырёх эпизодов происходит уже в самом Мейнфрейме и сосредоточена больше на Дот. За время отсутствия Энзо Хексадесимал вырвалась из-под контроля Мегабайта, сумела уничтожить огненную стену, нанесла городу огромный урон и вернулась обратно в свои Затерянные углы. Бывшие горожане превратились в беженцев, Фонг в плену у Мегабайта, Хэк и Слэш перешли на сторону повстанцев, которыми руководят всё те же Дот и Мышь. Вместе с вновь прибывшим подкреплением им удаётся устроить мятеж и уничтожить армию заражённых биномов Мегабайта, а его самого отправить в Паутину. Но город так сильно пострадал от его действий, что начинает рушиться. Ещё многие сотни жителей гибнут во время крушения, а оставшихся удаётся разместить в Центральной системе. Боб выдвигает теорию, что после полного уничтожения системы, у них будет шанс на перезапуск. Так и происходит - после крушения системы Юзер вводит команду на восстановление. Система получает входящие данные, город отстраивается заново. Хексадесимал, исцелённая Бобом, получает от Фонга свой персональный символ. Среди вновь восстановленных горожан появляется тот, кого меньше всего ожидали увидеть — маленький Энзо. Последняя серия заканчивается в оперном театре Мейнфрейма, где костюмированные актёры вкратце рассказывают сюжет всего сезона целиком.

### 4 сезон
Сезон создавался с таким расчётом, чтобы в нём было 12 серий, которые так же могли быть объединены в 3 полнометражки по 4 серии. За телекомпаниями и кинопрокатом оставлялся выбор наиболее удобного для стран формата. Однако из-за не очень высоких рейтингов популярности были созданы только 8 серий (или 2 полнометражки), которые завершились клиффхэнгером. Большая часть сюжета этих восьми серий была основана на нереализованном полнометражном мультфильме «Восхождение Терабайта», который задумывался как альтернатива третьему сезону.
Наконец происходит противостояние с Дэймон, о которой ранее упоминали некоторые персонажи. В первой и второй серии проводится экскурс в прошлое системы. Дэймон начинает атаку на Мейнфрейм. В третьей серии становится известно, как именно появились Мегабайт и Хексадесимал, и как Боб попал в эту систему. Хекс использует свои способности, чтоб остановить Дэймон — крон-вирус, и спасти все системы от полного уничтожения. В конце появляется второй Боб и утверждает, что он и есть настоящий. Это не слишком невероятно, поскольку среди героев уже есть два Энзо Матрикса.
Боб участвует в играх, Дот пытается понять, кого из двух Бобов она любит. В итоге решает выйти замуж за второго Боба, потому что он кажется ей настоящим и его внешность соответствует изначальной. На свадьбе Глитч разоблачает фальшивого Боба — это Мегабайт, ставший троянским вирусом. Боб получает назад свою первоначальную внешность и начинает новую схватку. Мегабайт восстанавливает армию заражённых биномов и пытается открыть портал в суперкомпьютер, но всё срывается: Боб и компания подсовывают ему фальшивый портал, а сами штурмуют его укрытие. Мегабайт попадает в плен, но оказывается, что он научился создавать свои копии. Меняя внешность, настоящий Мегабайт проникает в командный центр системы. Он захватывает его и объявляет через окна, что на этот раз его цель — не строительство своего города и не захват сети, всё дело только лишь в мести. «Приготовьтесь к охоте!» — последние его слова.
Автор сериала Гэвин Блэр подтвердил в 2012 году, что сюжет оставшихся невыпущенными четырёх серий был целиком продуман, но отказался сообщать какие-либо детали на случай, если у него когда-нибудь будет возможность доделать сериал.

## Персонажи
- Боб (англ. Bob)

Молодой страж (изначально стажёр) под номером 452. Любимые фразы — «This is bad. This is VERY bad!» (рус. Плохо, это ОЧЕНЬ плохо!) и «I don't think so!» (рус. Я так не думаю!). Попал в Мейнфрейм, преследуя Гигабайта, вновь модифицировавшегося вируса, полученного из конвоируемого Бобом с напарницей Килобайта. Вирус прорвался в Мейнфрейм через врата, открытые профессором Матриксом и стал причиной взрыва, уничтожившего Твинсити, превратив его тем самым в Затерянные углы. Боб — идеалист, считает что вирусы можно перепрограммировать в обычных спрайтов (в итоге он-таки оказался прав), поэтому не позволяет посланникам суперкомпьютера (совету стражей) провести тотальную зачистку. Мейнфрейм не имеет постоянного выхода в Сеть, и Бобу позволяют провести его смелый эксперимент. Неплохой боец, до своего трагического «вылета» с Мейнфрейма не проигравший ни одной игры. Вместе со своим компасом — Глитчем, успешно борется как с вирусами, так и с Юзером. Попав в Паутину, трансформировался (благодаря коду стража, только отчасти), став похожим на её коренных жителей — сетевых всадников. Чтобы пройти сквозь защиту Мыши, окружавшую Мейнфрейм, пошёл на беспрецедентные меры — слился со своим повреждённым компасом Глитчем. После слияния, став Глитч-Бобом, по своим способностям стал намного превосходить любого стража, но повреждения Глитча привели к тому, что слияние вышло неполным и Боб чуть было не погиб. Впоследствии, в попытках разделиться с ним он впал в энергетическую кому. При помощи компасов остальных стражей, Боб и Глитч сумели всё же отделиться друг от друга. Причиной сбоя оказался Мегабайт, сумевший ещё в войне за Мейнфрейм не только повредить Глитч, но и украсть этим самым часть кода стража. После разделения и восстановления кода, Боб стал заметно сильнее, а Глитч получил модернизацию. 
Как полноправный страж, Боб довольно хорошо развит физически и неплохо подкован интеллектуально. Но заметно наивен. Привык действовать по ситуации, не планируя всё наперёд. Его основное оружие/друг/универсальный прибор — Глитч, трансформирующийся компас. Компасы сами выбирают себе носителя. Глитч в своё время перешёл к Бобу от погибшей напарницы. Самая полезная способность компаса — открывать стабильные порталы в любую точку Сети.
Согласно Гэвину Блэру, Боба изначально должны были звать Чип. Имя Боб создатели выбрали после того, как увидели один из эпизодов британского ситкома «Чёрная гадюка», где Роуэн Аткинсон эффектно употребил это имя, сказав «Microsoft Bob». После того, как был утверждён этот вариант имени, авторы придумали идею, что имя Боба в контексте сериала может быть аббревиатурой словосочетания «Binary Object» (двоичный объект).
Боба озвучивали Майкл Беняер (1-й, 2-й и 4-й сезоны) и Йен Джеймс Корлетт (3-й и 4-й сезоны). Во время съёмок третьего сезона Беняера пришлось заменить на Корлетта, потому что он переехал из Канады (где велась озвучка) в США. В 4-м Беняер вновь вернулся к роли, озвучив сначала Мегабайта под личиной Боба, а затем и самого Боба после его разъединения с Глитчем, а также Боба в воспоминаниях Дот.
- Дот Матрикс (англ. Dot Matrix)

Очень рассудительная девушка и одна из немногих старших модулей системы. После трагедии, произошедшей с её отцом Вэлманом Матриксом (у которого она, будучи подростком, была ассистенткой), с головой ушла в работу — она владелица ресторана «Dot’s Diner». По непроверенным данным, практически все коммерческие предприятия Мейнфрейма принадлежат ей. Чересчур опекает своего брата Энзо. После появления, а затем исчезновения Боба, все больше стала брать на себя управление Мейнфреймом, помогая Фонгу. Неплохо сражается в играх. Под её контролем находятся исследования по восстановлению нулей в полноценных модулей. Ради того, чтобы вернуть отца, готова сотрудничать даже с вирусами. Влюблена в Боба, но долго не хотела этого признавать. Чуть было не вышла замуж за замаскированного под Боба Мегабайта. В противоположность Бобу, прежде чем что-то предпринять, предпочитает сначала всё распланировать, однако в критической ситуации способна действовать жёстко и быстро.
Внутренний интерьер «Dot’s Diner» (особенно клетчатый чёрно-белый пол) был создан на основе популярного в США 1950-х годов стиля Ар-деко, под который украшались многие придорожные мелкие рестораны. Причёска Дот также была сформирована на основе причёски популярной в 1950-х годах актрисе Люсиль Болл, а сама Дот изначально задумывалась не как владелица ресторана, а как его официантка.
Её имя в английском языке означает «точечная матрица», которая когда-то широко использовалась в работе растровых дисплеев и матричных принтеров. Дот озвучивает Кэтлин Барр.
- Энзо Матрикс (англ. Enzo Matrix)

Младший брат Дот. По человеческим меркам ему где-то 10-12 лет. Его любимая фраза «Круто!» и «Альфа-число!» (комбинация буквенных и цифровых символов). Непоседливый, вечно лезет во всякие опасные ситуации и даже в игры. Обожает Боба и сам мечтает стать стражем. Во время одной из игр смог подружиться с игровым модулем последнего поколения — девочкой Андреа. Часто за ним бегает его пёс Фрискет. Стараясь доказать всем, что он уже не ребёнок, влипает в весьма опасные истории. Во время битвы с сетевыми монстрами, Боб посвятил его в стражи. Некоторое время даже смог заменять Боба после предательства Мегабайта, но проиграв игру, вынужден был не только покинуть родную систему, но и на долгие игровые годы затеряться в сети вместе с Андреа и Фрискетом, чтобы вернуться уже совсем взрослым как Матрикс. Его оружие, иногда весьма эффективное — электронное йо-йо.
Энзо появился в сериале благодаря продюсеру Кристоферу Бру. Создатели сериала Гэвин Блэр, Йен Пирсон и Фил Митчел изначально не задумывали каких-либо детских персонажей в сериале, но Бру настоял на своём, заявив, что так сериал будет легче продать телевидению США, потому что персонаж-ребёнок увеличит зрительскую аудиторию за счёт детей. Со временем Энзо так полюбился авторам сериала, что они решили вернуть его в финале 3-го сезона.
Хотя имя Энзо, вероятно, является аббревиатурой четырёх распространённых состояний процессоров во флаговых статусах (Enable Interrupt+Negative+Zero+Overflow), Гэвин Блэр утверждает, что имя «Энзо» предложил Кристофер Бру, так как «Энзо» было детским прозвищем его сына. Энзо было рабочим именем персонажа, но в итоге стало его официальным. Энзо озвучивают Джесси Мосс (сезон 1), Мэттью Синклер (сезоны 1 и 2), Кристофер Грэй (сезон 3) и Джакомо Бессато (сезон 4). Энзо версии 00 (сезон 4) озвучивает Дэнни МакКинон.
- Матрикс (англ. Matrix)

Взрослая версия Энзо. Первый и последний проигрыш в игре в качестве стража оставил младшего Матрикса без глаза и с чудовищным комплексом неполноценности. Со временем Энзо обзавёлся многофункциональным глазным протезом, спаренным с мощной плазменной «пушкой». Как не прошедший обучение в Суперкомпьютере, Матрикс по-прежнему является стражем версии 01, но недостаток знаний он с лихвой компенсирует невероятной физической силой, боевыми навыками и колоссальным опытом сражений, проведённых в играх. Матрикс подчиняется протоколу стража, но все его действия сводятся к простому «найти и уничтожить». Его ненависть к вирусам настолько сильна, что он сумел преодолеть даже заражение Деймон. Единственное, что может успокоить эту "машину смерти" — его верная подруга Андреа. Привыкнув постоянно жить в игровой реальности, Матрикс мало приспособлен для мирной жизни, его кипучая энергия постоянно ищет выхода. В момент перезапуска Мейнфрейма в финале 3-го сезона его значок был переключён в режим игрового модуля, а не системного, из-за чего система, посчитав это за отсутствие его в Мейнфрейме, восстановила ещё одного маленького Энзо версии 01. Матрикс настолько силён, что практически голыми руками сумел побить Мегабайта.
Матрикса озвучивал Пол Добсон.
- Андреа (англ. AndrAIa)

Игровой модуль, который попал в Мейнфрейм через игровой куб. Она является искусственным интеллектом последнего поколения, созданным специально для игр. Андреа относится к самому последнему типу игровых модулей, которые, в отличие от обычных игровых спрайтов, наделены способностью к саморазвитию и персональным идентификатором, похожим на идентификаторы обычных компьютерных модулей, благодаря чему Андреа быстро адаптируется в окружающей обстановке. Игра, в которой родилась Андреа, представляла собой подводный мир, из-за чего Андреа имеет соответствующие атрибуты (детали одежды из рыбьей чешуи; морская звезда в волосах, которую она использует, как бумеранг; парализующие ногти). Подружившись с Энзо, который не узнал в ней игрового спрайта, сумела попасть в Мейнфрейм — она отдала ему свой идентификатор, который Энзо забрал с собой после завершения игры, благодаря чему она смогла перенестись из игры в сам Мейнфрейм. Позже Мышь сумела, использовав часть протоколов стража, модифицировать её идентификатор, позволив ей и Энзо по своему желанию идентифицировать себя как обычных модулей, способных совершать перезагрузку внутри игр, так и игровых. Таким образом, они смогли перемещаться вместе с игрой. Время в играх идёт быстрее (как сказал Турбо), поэтому после многих скитаний по играм и системам Андреа уже не была маленьким беззащитным модулем, а превратилась во взрослую девушку, с лёгкостью адаптируемую к любой среде и готовую к любой опасности. Андреа вооружена парализующими ногтями, трезубцем и звёздочкой с острыми концами, а также способна отбивать выстрелы шипастыми плавниками на предплечьях. Ко всему прочему, она может определять параметры и свойства игры, в которую попала.
Хотя в прописном варианте имя должно читаться, как Андрайя, все персонажи произносят его на итальянский манер — Андреа. В дубляже от ОРТ её имя произносится именно как Андрайя.
Буквы «AI» в её имени означают «искусственный интеллект» (также «andr» значит «человек», то есть можно понять, что она искусственный человек, но в то же время настоящая). Вероятно, основой её имени стало греческое слово «Ανδρεια» (Андрия) (рус. Храбрость). Андреа озвучивали Андреа Либман (Андреа в детстве) и Шэрон Александр (взрослая Андреа).
Фрискет (англ. Frisket)
Фрискет — пёс Энзо (не совсем, на самом деле, пёс мистера Пирсона), обычно обитает в районе свалки, но частенько выбирается в город и даже участвует в играх. Хорошо относится к Дот и Андреа, обожает Энзо, но терпеть не может Боба. Весьма силён, путешествовал вместе с Матриксом и Андреа по играм в поисках Боба. Его клыков боится любой модуль. Мегабайт ему, конечно, не по зубам, но Юзера он прикончить в состоянии.
Имя Фрискета — это название техники маскировки, которая помогает художникам при работе с материалом избежать незапланированных изменений.
Фонг (англ. Phong)
Фонг — управляющий системой Мейнфрейма. В его ведении находятся все ресурсы, коды и архивы системы. Несколько зануден и страдает восточным красноречием. Несмотря на то, что не всегда согласен с Бобом, старается поддержать его по мере сил. После сражений с Мегабайтом всё больше полагается на помощь Дот по управлению системой. Если хочешь получить его мудрый совет — обыграй Фонга в Арканоид. Беда в том, что совет может быть настолько же туманен, насколько красноречив. 
Откровенная пародия на всех сэнсеев. Его имя является аллюзией на игру Pong (в самой первой серии Фонг играет с Бобом в игру, которая очень похожа на Pong). Фонга озвучивал Майкл Донован.
Красный Бином (англ. Crimson Binome) (дословно — Багровый Бином)
Он же Капитан Гевин Конденсатор (англ. Captain Gavin Capacitor) — сетевой пират, капитан межсетевого корабля «Saucy Mare» («дерзкая кобылка»). Вместе со своей командой путешествовал по сети, грабя все встречные системы. Сумел вместе с командой одолеть Боба, но не устоял перед очарованием и финансовой гениальностью Дот. Теперь они партнёры по бизнесу (Дот была в восторге от возможности межсистемной торговли, а Конденсатор — от получаемых без особых затрат барышей). Его команда принимала активное участие в поисках Боба в недрах сети и помощи Андреа, Матриксу и Бобу в возвращении домой. Пожертвовали своим кораблём для окончательной победы над остатками вирусных орд Мегабайта.
Его имя Гевин является отсылкой к создателю «ReBoot» Гевину Блэру, а Конденсатор является названием электрического конденсатора. Его озвучивал Джон Болдри.

### Вирусы-злодеи
Мегабайт (англ. Megabyte)
Мегабайт — главный антагонист сериала, очень мощный вирус-разрушитель. Является братом Хексадесимал. Сумел полностью захватить один из секторов системы и наплодить там огромную армию заражённых биномов. Его сектор — это полностью милитаризированная военная база. Постоянно пытается взломать или захватить центральное ядро системы или же проникнуть в Суперкомпьютер через сетевой портал. Благодаря стараниям Боба, с ним удалось достигнуть паритета и даже добиться временного сотрудничества, но Мегабайт коварен и на пути к цели его ничто не остановит. Из-за того, что у них с Хекс общий код, временно сливался с ней (под контролем сетевого монстра), превращаясь обратно в Гигабайта. Под конец войны в Мейнфреме отправил Боба в капсуле в паутинный портал, прямо перед самым его закрытием. Терпеливо дождавшись проигрыша Энзо в одной из игр Юзера, вырвался из своего сектора, напал на центральную систему, взял Фонга в плен и захватил контроль над всем Мейнфреймом, переименовав его в Мегафрейм. Возвращение уже повзрослевшего Энзо дало ему понять, что Мегафрейм снова подключён к Сети, и теперь из него можно выбраться. Выпытав коды портала в Сеть у Фонга, добрался до него, сразившись с Энзо, но стал жертвой Мыши, поменявшей его конечные координаты, после чего сетевой портал, в который входил Мегабайт, превратился в паутинный, и щупальца паутинных монстров унесли его с собой. После попадания в Паутину сумел выжить благодаря протоколам стража, украденным при поломке компаса Боба — Глитча. В Паутине преобразовался в троянского вируса, способного менять свою форму. После отделения от Боба Глитчу удалось перекачать из замаскировавшегося Мегабайта протоколы стража обратно, но преображённый вирус стал сильнее и опаснее.
В своей обычной форме Мегабайт по кондициям и физической силе больше всего напоминает Терминатора. Обладает когтями, режущими любой материал. Почти неуязвим. Очень быстр и силён - по силе уступает только Фрискету, а по скорости - только Хэку и Слэшу. Может заражать любое примитивное устройство или механизм простым прикосновением. Чтобы подчинить и заразить бинома, должен сначала заполучить его идентификационный значок. Модулей же заразить не способен. Может отстёгивать свои ноги и величественно восседать в командном кресле-консоли.
Магабайт был назван в честь одноимённой компьютерной единицы измерения. Его озвучивал Тони Джей.
Хексадесимал (англ. Hexadecimal)
Хексадесимал, или просто Хекс - вирус, получившийся в результате распада Гигабайта. Является сестрой Мегабайта. Хекс весьма могущественна (превосходит в этом отношении даже своего брата), но при этом ужасно непостоянна. Её капризы связаны с нестабильностью её личности, которая выражается через всевозможные маски, сменяемые лёгким движением руки. Хекс не только высокоэнергетический вирус, но ещё и воплощённый хаос. Её дикие выходки не столько вредят системе, сколько служат отражением её переменчивого настроения. Когда Хекс серьёзна или разгневана - это страшное зрелище. Тем не менее, она искренне влюблена в Боба (в 4-м сезоне она будет в открытую ухлёстывать за ним). Несмотря на отсутствие взаимности с его стороны, предприняла несколько попыток сближения. Со временем Хекс сумела преодолеть свою вирусную природу, на некоторое время став обычным модулем. Во время борьбы с Деймон Хекс сумела заполучить под контроль всю энергию ядра системы, но в конце концов, пожертвовав собой, тем самым спасая Бобу жизнь, добровольно пошла на фрагментацию личности. 
В пределах Мейнфрейма Хекс практически всемогуща. Может управлять обнулёнными модулями — нулями и даже возвращать им личность (в том же 4-м сезоне из группы нулей она смогла восстановить личность Велмана Матрикса — отца Дот и Энзо).
Её имя — английское название шестнадцатеричной системы счисления. Её озвучивала Ширли Миллнер.
Цирус (Сайрус)
Бином-изменник. Искренне поддерживал Мегабайта и, войдя в доверие к повстанцам, чуть было не сдал все коды сектора Мегабайту. Коды удалось вернуть, но Цируса разжаловали до чистильщика сапог. Некоторое время был провокатором, агитировавшим жителей Мейнфрейма против стража Энзо. За очередной провал был приговорён Мегабайтом к смерти, но Хэк и Слэш пожалели его. Помог Скази добраться сквозь фаервол к своей хозяйке и освободить её.
Гигабайт
Гигабайт — разрушитель систем. Невероятно сильный вирус 5-го класса. Получился путём модификации Килобайта, через поколение, во время транспортировки. В Мейнфрейме был разделён на Хекс и Мегабайта. В результате заражения сетевым монстром, Мегабайт сумел вновь слиться с Хекс. Получившийся вирус хоть и был составлен из трёх, но заразить и подчинить его полностью не смог даже сетевой монстр. Бобу с большим трудом удалось разделить его на составляющие. Обладал возможностями Хекс и силой Мегабайта. После слияния с ослабевшей Хекс был далеко не на пике возможностей, но даже в таком состоянии с ним никто не мог справиться.
Хэк и Слэш
Два робота-подручных Мегабайта. Как ни странно, не заражены, а служат ему «за совесть». Умеют летать и довольно сильны, но при этом и столь же глупы. Часто спорят друг с другом. Истеричный Хэк (красный) зачастую поддаётся влиянию более уверенного в себе, но не склонного рассуждать, Слэша (синий). При сильных повреждениях не погибают, а только рассыпаются на части, которые потом можно соединить. Даже в разобранном виде могут разговаривать. После того, как Хексадесимал разрушила Мейнфрейм, были восстановлены Фонгом и теперь служат Дот телохранителями. 
Их имена являются отсылкой к жанру игр Hack-and-Slash.
Герр Доктор и Франкен-бином
Герр Доктор — искренний поклонник Мегабайта, можно сказать, его правая рука во всех научных исследованиях. Сотворил по его заказу кучу ужасных устройств и периодически взламывал всевозможные коды. Франкен-бином — жуткое изуродованное создание — его творение и ближайший помощник, состоит из частей бинома, расположенных в нехарактерном порядке.
Скази (англ. Scuzzy)
Скази — единственный домашний питомец и подручный Хекс, а заодно и её шпион. Также служит для снятия стрессов хозяйки и иногда помогает ей выпутаться из сложных ситуаций.
Был назван в честь одноимённого набора стандартов для физического подключения и передачи данных между компьютерами и периферийными устройствами.
Теле-Майк
Майк, крайне надоедливый модуль. Шоумен, репортёр и телевизор в одном флаконе. Вечно лезет куда не звали и влипает в сомнительные истории. Несколько раз Мейнфрейм оказывался на краю гибели именно благодаря ему. Никогда не думает о последствиях, а «играет на публику». Как репортёр, чересчур самовлюблён и снабжает репортажи подробными комментариями от себя любимого (часто упуская из виду саму суть событий). Несколько раз работал в команде с Бобом (вынужденно), частенько гостил у Хекс, попадался в лапы Деймон. «Болтун — находка для шпиона — это про него». Страстное желание любого мейнфреймера — вырубить надоедливый телек, осложняется тем, что от него сбежал пульт. Косвенный виновник событий 3 и 4 сезона — по его вине треснуло зеркало Хексадесимал и открылся портал в Паутину.
Мистер Пирсон
Заведующий центральной свалкой и номинальный хозяин Фрискета. Весьма неуживчивый и вздорный старик. В его ведении, кроме всего прочего, утилизация и уничтожение старых и опасных программ. Преспокойно может нахамить даже Мегабайту. На самом деле, раньше этот невзрачный бином, был самым великим код-мастером по имени Телон. Его преемник, пришедший наказать изменника, с лёгкостью одолел Боба и чуть было не захватил весь Мейнфрейм в заложники, но уважительно отнесясь к выбору старика, который даже под страхом смерти отказался сражаться, ушёл обратно в сеть, пообещав, что его больше никто не побеспокоит.
Мышь
Мышь — сетевой хакер. Давняя (ещё по Суперкомпьютеру) знакомая Боба. Эксцентрична и слегка вульгарна. Отличный боец. Её навыки хакера настолько сильны, что поставленную ей защиту не смогли взломать ни самые сильные вирусы, ни стражи. Сама же она способна за пару минут взломать практически любой пароль, код или перепрограммировать любую систему. Изначально работала свободным наёмником, выполняющим заказы как вирусов, так и Совета стражей - лишь бы платили. Но после предательства и от тех и от других, после обороны Мейнфрейма, сотрудничает и дружит с Дот. Вначале, неровно дышала к Бобу, но встретив Рея Трейсера, переключилась на него. Теперь они путешествуют вместе. В «подарок» от Совета стражей заполучила уникальный боевой корабль, способный передвигаться по Сети.
Рэй Трейсер
Поисковый сетевой модуль последнего поколения. Спокойно может перемещаться по Сети и прокладывать маршрут в любую систему. Не может по примеру стражей перемещаться через порталы, но в Сети он царь и бог. Может пробиться через любой сетевой шторм, защитить корабль или помочь отбиться от сетевых монстров. По примеру знаменитого Серебряного Сёрфера, передвигается на сёрфинговой доске. Его обычное тело практически неуязвимо, но если повредить его доску — впадает в кому (зависает). Способен самовосстанавливаться через ту же доску и вместе с ней. Матрикс выручил его из тюрьмы в одной из систем (во время запрета заражённых Деймон стражей на свободное перемещение по сети). Некоторое время флиртовал с Андреа, но теперь путешествует по Сети с хакером Мышью.
Турбо
Старший страж, член Совета стражей. Снисходительно относится к идеям Боба, но признаёт его возможную правоту. Весьма силён как страж. Долгое время противостоял заразе Деймон и успел предупредить о ней Матрикса. Рассудительный, но весьма жёсткий - считает, что цель оправдывает средства. Его напарник — компас по имени Копланд.
Велман Матрикс
Отец Дот и Энзо. Учёный-исследователь, сумевший теоретически доказать существование других систем за пределами Мейнфрейма. Построил уникальный портал, способный открыть путь в любую систему. По трагической случайности, в портал попал вирус Гигабайт. Город-близнец (Твин-сити) в котором проходил эксперимент, был почти полностью разрушен. Гигабайт разделился на Мегабайта и Хексадесимал, а сам Велман обнулился до примитивного состояния. Благодаря помощи Хекс, нуль по имени Ниблз вспомнил своё первоначальное сознание, но облик профессору так и не удалось вернуть. Теперь он передвигается в человекоподобном экзоскелете, сконструированном Фонгом. 
Любопытная информация — Мегабайт, по всей видимости, знал, кем первоначально был Ниблз, поэтому держал его в качестве домашнего питомца, поручая присматривать за ним Хэку и Слэшу. А в эпизоде «Нульзилла» 2-го сезона даже назвал отцом, как и Хекс потом станет его называть, когда узнает, что взрыв, породивший её и Мегабайта, возник из-за нестабильности портала, сконструированного Велманом.

## Список эпизодов

### Сезон 1 (1994—1995)
- 1x01 The Tearing («Разрыв»)
- 1x02 Racing the Clock («Наперегонки со временем»)
- 1x03 Quick and the Fed («Быстрый и сытый»)
- 1x04 Medusa Bug («Вирус „Медуза“»)
- 1x05 In the Belly of the Beast («Во чреве чудовища»)
- 1x06 The Tiff («Размолвка»)
- 1x07 The Crimson Binome («Багряный бином»)
- 1x08 Enzo the Smart («Умный Энзо»)
- 1x09 Wizards, Warriors and a Word from Our Sponsor («Волшебники, воины и слово от нашего спонсора»)
- 1x10 The Great Brain Robbery («Великое ограбление мозга»)
- 1x11 Talent Night («Ночь талантов»)
- 1x12 Identity Crisis (1) («Кризис личности, часть первая»)
- 1x13 Identity Crisis (2) («Кризис личности, часть вторая»)

### Сезон 2 (1995—1996)
- 2х01 Infected («Заражённый»)
- 2х02 High Code («Главный код»)
- 2х03 When Games Collide («Когда игры сталкиваются»)
- 2х04 Bad Bob («Плохой Боб»)
- 2х05 Painted Windows («Раскрашенные окна»)
- 2х06 AndrAla («Андреа»)
- 2х07 Nullzilla («Нульзилла»)
- 2х08 Gigabyte («Гигабайт»)
- 2х09 Trust No One («Не доверяй никому»)
- 2х10 Web World Wars («Сетевые войны»)

### Сезон 3 (1996—1997)
- 3х01 (3.1.1) To Mend and Defend («Восстанавливать и защищать»)
- 3х02 (3.1.2) Between a Raccoon and a Hard Place («Между енотом и проблемами»)
- 3х03 (3.1.3) Firewall («Огненная стена»)
- 3x04 (3.1.4) Game Over («Конец игры»)
- 3х05 (3.2.1) Icons («Символы»)
- 3х06 (3.2.2) Where No Sprite Has Gone Before («Там, где спрайты прежде не бывали»)
- 3х07 (3.2.3) Number 7 («Номер 7»)
- 3х08 (3.2.4) The Episode with No Name («Эпизод без названия»)
- 3х09 (3.3.1) The Return of the Crimson Binome («Возвращение Багряного Бинома»)
- 3х10 (3.3.2) The Edge of Beyond («Край света»)
- 3х11 (3.3.3) Web Riders on the Storm («Веб-райдеры и шторм»)
- 3x12 (3.3.4) Mousetrap («Мышеловка»)
- 3x13 (3.4.1) Megaframe («Мегафрейм»)
- 3х14 (3.4.2) Showdown («Последняя битва»)
- 3х15 (3.4.3) System Crash («Падение системы»)
- 3х16 (3.4.4) End Prog («Конец программы»)

### Сезон 4 (2001)
В разных странах выходил по-разному: или в виде двух полнометражных фильмов в кинотеатрах, или в виде восьми телевизионных эпизодов.
01. Daemon Rising, включает ТВ-эпизоды:
- 4х01 Daemon Rising («Восхождение Деймон»)
- 4х02 Cross Nodes («Перекрещивающиеся узлы»)
- 4х03 What’s Love Got to Do With It? («При чём тут любовь?»)
- 4х04 Sacrifice («Жертвоприношение»)

02 My Two Bobs, включает ТВ-эпизоды:
- 4х05 My Two Bobs («Мои два Боба»)
- 4x06 Life’s a Glitch («Жизнь есть глюк»)
- 4x07 Null Bot of the Bride («Нуль-бот невесты»)
- 4x08 Crouching Binome, Hidden Virus («Крадущийся бином, затаившийся вирус»)